# Aeroclub Cerdanya
Aeroclub Cerdanya är en flygplats i Spanien. Den ligger i kommunen Alp i provinsen Província de Girona och regionen Katalonien, i den nordöstra delen av landet, 500 km öster om huvudstaden Madrid. Aeroclub Cerdanya ligger 1 100 meter över havet.
Terrängen runt Aeroclub Cerdanya är varierad. Aeroclub Cerdanya ligger nere i en dal.Runt Aeroclub Cerdanya är det ganska glesbefolkat, med 22 invånare per kvadratkilometer. Närmaste större samhälle är Puigcerdà, 7,0 km nordost om Aeroclub Cerdanya. I omgivningarna runt Aeroclub Cerdanya växer i huvudsak blandskog.